# Pachymerinus australis
Pachymerinus australis är en mångfotingart som beskrevs av Chamberlin 1920. Pachymerinus australis ingår i släktet Pachymerinus och familjen storjordkrypare. Inga underarter finns listade i Catalogue of Life.